# Boselaphini
Boselaphini es una tribu de bovinos. Contiene solo dos géneros existentes, cada uno con una sola especie existente.

## Descripción
Los boselaphini o antílopes de cuatro cuernos son los últimos supervivientes de una forma muy similar a la de los antepasados de la subfamilia más amplia. Los fósiles más antiguos de la tribu, como Eotragus, datan del Mioceno hace unos 18 a 20 millones de años. Dichos fósiles poseían cuernos muy similares a los de los machos pertenecientes a las dos especies vivas, aunque en algunos casos también estaban presentes en las hembras.
Ambas especies actuales tienen características anatómicas y de comportamiento relativamente primitivas y las hembras no tienen cuernos. Son nativos de los bosques de la India, que disminuyen rápidamente, y tienden a evitar las llanuras abiertas. El nilgai ha sido introducido en el sur de Texas, donde una población de poco menos de 15.000 animales proporciona un seguro a largo plazo para su supervivencia.

## Géneros

### Especies actuales
| Image | Genus                       | Species                                                |
| ----- | --------------------------- | ------------------------------------------------------ |
|       | Boselaphus Blainville, 1816 | - Nilgó (Boselaphus tragocamelus)                      |
|       | Tetracerus Leach, 1825      | - Antílope de cuatro cuernos (Tetracerus quadricornis) |

### filogenia
Los siguientes son los géneros clasificados bajo la tribu. Los géneros marcados con † están extintos.
- Boselaphus
- †Elachistoceras
- †Duboisia
- †Dystychoceras
- †Eotragus
- †Pachyportax
- †Perimia
- †Phronetragus
- †Pliodorcas
- †Plioportax
- †Proboselaphus
- †Ruticeros
- †Samokeros
- †Selenoportax
- †Sivaportax
- †Sivoreas
- †trogulognathus
- Tetracerus
- †Tragoreas